# 1979년 대한민국
이 문서는 1979년 대한민국에서 일어난 사건을 다룬다.

## 재임자
제4공화국
- 대통령 : 박정희 (~10월 26일), 최규하 (12월 6일~)
  - 대통령 권한대행: 최규하 (10월 26일 ~ 12월 6일)
- 국무총리 : 최규하 (~12월 5일), 신현확 (12월 13일~)

## 사건
- 10월 26일 - 박정희 대통령이 중앙정보부장 김재규에 의해 암살되다.

## 사망
- 10월 26일 - 박정희 대통령